# По Дамерон
По Дамерон (англ. Poe Dameron) - вигаданий персонаж всесвіту Зоряних війн, який вперше з'явився у Пробудженні сили. Він є пілотом X-wing Fighter та командиром-членом Руху опору, який об'єднався разом з колишнім штурмовиком Фінном та волоцюгою Рей для боротьби проти режиму Верховного Порядку. Пізніше з'являвся в наступних медіа по франшизі: Останні Джедаї (2017), Скайвокер. Сходження (2019). Персонаж та гра Оскара Айзека отримали позитивні відгуки від критиків та прихильників франшизи.

## Історія

### Пробудження сили
На початку фільму, По разом зі своїм дроїдом ВВ-8 вдається втікти від військ Верховного порядку, які приземлились біля селища. По має завдання від Леї Орґани відправитись на планету Джаку для отримання частини карти в пошуку її брата Люка Скайвокера. Коли Верховний порядок прибуває на планету, По передає частину карти своєю дроїду. Його беруть в полон, і Кайло Рен ментально катує його для розкриття місцезнаходження карти. Повсталий штурмовик звільняє По і вони разом тікають на TIE Fighter. Під час польоту, По дає штурмовику ім'я "Фінн" як альтертива його кодового ім'я — FN2187. В їній корабель прилітає ракета і вони приземляються на планеті Джакку. Після цього здається, що По загинув під час падіння, однак пізніше у фільмі він повертається. Під кінець фільму, він разом з іншими членами Руху опору керує  X-wing для нападу на базу Старкіллера Верховного Порядку. Під час повітряних боїв, йому разом з іншими вдається вразити вразливі місця станції та активувати вибух.

## Інші появи

### Літеатура
По з'являється в багатьох романах та коміксах, в тому числі і в циклі творів від компанії Disney та Lucasfilm Пригоди до Зоряних війн, що поєднані з трилогією сиквелів.

### Телебачення
Персонаж з'являється у анімаційному телесеріалі Зоряні війни: Рух опору, його озвучив Оскар Айзек.

### Відеоігри
Його X-Wing фігурує та є одним з ігрових літаків та транспортів в грі Star Wars: Battlefront 2, однак сам персонаж не з'являється в грі. Студія DICE планувала запросити Оскара Айзека на озвучування персонажа в грі, однак коли актор так і не відповів на запит, студія вирішила не добавляти його в гру.